# Gran Darling Anabranch
El Gran Darling Anabranch, también conocido como Darling Anabranch, es un brazo secundario y un curso fluvial ancestral del río Darling, ubicado en la cuenca baja del Murray-Darling, en las regiones de Lejano Oeste y Riverina de Nueva Gales del Sur, Australia.

## Curso y características
El Anabranch fluye aproximadamente entre 460 y 488 kilómetros  desde su comienzo en el río Darling, al sur de Menindee, hasta el río Murray, al oeste de Wentworth. Hay aproximadamente veinte lagos efímeros de cuencas de deflación, llamados lagos Anabranch, asociados con el Anabranch del Darling, varios de los cuales superan las 5000 hectáreas de superficie. Los lagos Anabranch y la vegetación marginal asociada figuran en el Directorio de Humedales Importantes de Australia y, en conjunto, cubren una superficie de 269 000 hectáreas.
El Darling Anabranch contiene material arqueológico y pruebas de ocupación aborigen. El Darling Anabranch es un sistema naturalmente efímero. Tras la finalización del proyecto de los lagos Menindee en la década de 1960, el sistema se gestionó como un suministro permanente de agua para el ganado y el uso doméstico de los propietarios de las tierras adyacentes. Una serie de diecisiete embalses se reponían con un caudal de reposición anual, la mayor parte del cual se evaporaba. Durante los 40 años que duró esta gestión, se produjo un deterioro de la salud del sistema, que incluyó una mala calidad del agua, una disminución del número de peces autóctonos y un declive de la vegetación acuática.
En 2007 se construyó una tubería a lo largo del Darling Anabranch para suministrar agua a los propietarios de las tierras adyacentes. El Darling Anabranch volvió a ser un sistema efímero al eliminar la mayoría de las estructuras del canal, lo que provocó la primera fase seca en más de cuatro décadas. 
Los resultados iniciales de un programa de seguimiento de diez años mostraron una marcada respuesta ecológica a la restauración del Darling Anabranch. El seguimiento comenzó en septiembre de 2010, al final de la «sequía del milenio», y se observó una fuerte respuesta de la vegetación, con aumentos significativos en el estado de los árboles ribereños y del Lignum, una especie clave en las llanuras aluviales de la cuenca Murray-Darling. Aumentó también la diversidad de peces autóctonos y se cree que es crucial para mantener la comunidad de peces autóctonos de la cuenca Murray-Darling, ya que proporciona un hábitat y recursos alimenticios importantes para las etapas juveniles durante las épocas de inundación.